# 771 Libera
Libera (asteroide 771) é um asteroide da cintura principal com um diâmetro de 29,38 quilómetros, a 2,0006025 UA. Possui uma excentricidade de 0,2462058 e um período orbital de 1 579,25 dias (4,33 anos).
Libera tem uma velocidade orbital média de 18,28263238 km/s e uma inclinação de 14,94244º.
Esse asteroide foi descoberto em 21 de Novembro de 1913 por Joseph Rheden.